# The Prince and the Showgirl

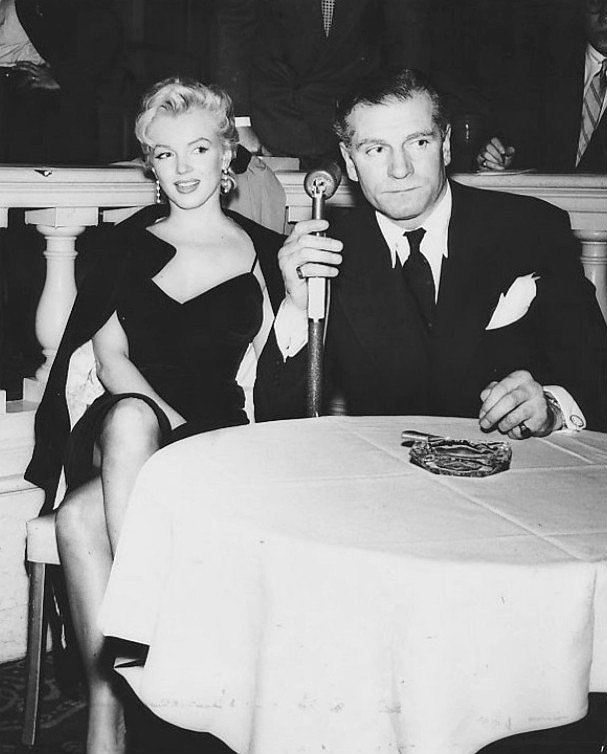
Persfoto van Marilyn Monroe en Laurence Olivier voor de promotie van The Prince and the Showgirl

The Prince and the Showgirl is een Britse film uit 1957 van Laurence Olivier met in de hoofdrollen Laurence Olivier en Marilyn Monroe.
De film is gebaseerd op het toneelstuk The Sleeping Prince van Terence Rattigan. The Prince and the Showgirl was de eerste en enige film die Monroe in het buitenland (Engeland) opnam. Haar eigen productiemaatschappij was co-producent en had voor Monroe een aandeel in de winst bedongen. De film was echter een flop in de bioscopen. De productie kwam weliswaar uit de kosten, maar van winst was geen sprake.
De film kreeg weinig waardering van de critici. De meeste van hen vonden de film te traag. De gebeurtenissen tijdens het maken van deze film vormden later de basis voor de biografische film My Week with Marilyn uit 2011.

## Verhaal
Londen, juni 1911. De kroning van George V zal plaatsvinden op 22 juni en de gasten voor het kroningsfeest druppelen binnen. Ook Nicolas van Karpatië is er met zijn vader, de prins-regent Charles. De Engelse regering wil Karpatië graag te vriend houden en besluit het tweetal te vertroetelen. Een speciale afgezant, Northbrook, krijgt deze taak toegewezen. Northbrook neemt Charles mee naar een musical en in de pauze ontmoeten ze het toneelgezelschap. Charles is erg geïnteresseerd in Elsie Marina, een van de leden van het gezelschap, en nodigt haar uit voor een diner op de ambassade. Tussen Charles en Elsie ontstaat wat geflirt, maar de laatstgenoemde valt na het nuttigen van de nodige wijn in slaap. Charles laat haar uitslapen in een aparte kamer. De volgende dag hoort ze Nicolas praten met een handlanger over het omverwerpen van het regime van de prins-regent. Elsie, dit het voorval verzwijgt, mag mee naar het kroningsbal. Tijdens het bal weet ze Nicolas te overtuigen om af te zien van het complot op voorwaarde dat de prins-regent vrije verkiezingen zal uitschrijven. Charles is onder de indruk en merkt dat hij verliefd is geraakt op Elsie. Hij probeert Elsie mee te krijgen naar Karpatië, maar het meisje antwoordt hem dat ze nog verplichtingen heeft aan het toneelgezelschap en dat Charles ook nog de nodige politieke zaken moet afhandelen. Ze besluiten elkaar over achttien maanden weer te zien.

## Rolverdeling
| Acteur           | Personage                         |
| ---------------- | --------------------------------- |
| Marilyn Monroe   | Elsie Marina                      |
| Laurence Olivier | Prins-regent Charles van Karpatië |
| Richard Wattis   | Northbrook                        |
| Jeremy Spenser   | Nicolas van Karpatië              |
| Sybil Thorndike  | De koningin-moeder                |

## Achtergrond
In het boek Conversations with Jack Cardiff (Justin Bowyer) herinnert de cinematograaf van The Prince and the Showgirl, Jack Cardiff, zich dat Laurence Olivier een verschrikkelijke hekel had aan Marilyn Monroe. Olivier stond tijdens het maken van de film op het toppunt van zijn roem. Hij was een gelauwerd Brits acteur en regisseur en net door de koningin tot ridder geslagen. De veel oudere Olivier (hij was 50 tijdens de opnamen) beschouwde Marilyn Monroe (31) als een inferieur filmsterretje uit Amerika.
Monroe was, als gevolg van steeds groter wordende psychische problemen, erg onstabiel. Daardoor was ze extreem angstig en kon soms gewoon haar kleedkamer niet uitkomen. Aan de andere kant zag ze zichzelf als method acting actrice. Bij deze manier van acteren zoeken acteurs altijd een diepere betekenis achter de tekst en proberen met gebruik van eigen ervaringen en emoties om hun personage levensecht te maken. Olivier werd gek van de vragen en opmerkingen die de actrice aan hem stelde over regiebeslissingen en aanwijzingen. Elke keer als Olivier regieaanwijzingen gaf of een scène doorsprak, werd hij onderbroken door Monroe.
De verstandhouding tussen regisseur en actrice ging van kwaad tot erger. Monroe begon Olivier aan te spreken als "Mr Sir", een verwijzing naar zijn ridderslag. Olivier, die wist hoe gevoelig en nerveus Monroe was tijdens de opnames, liet met opzet zijn vrouw Vivien Leigh toe om naar de opnamen te kijken. Leigh, de ster van Gone with the Wind, had de rol van Elsie Marina op toneel tegenover Olivier gespeeld en Monroe werd erg nerveus van haar aanwezigheid. Haar toch al onstabiele psychische situatie werd zo verergerd en ze stond op het randje van een zenuwinzinking (Leigh leed ook onder psychische problemen, mogelijk een bipolaire stoornis). Olivier maakte alles nog erger door Monroe op zeker moment te vragen "meer sexy" te spelen. Voor Marilyn Monroe, het sekssymbool van de jaren vijftig (The Seven Year Itch), was dit een grove belediging. Veel van het ongenoegen tussen Olivier en Monroe lag in het onvermogen van Monroe om zich sociaal te gedragen op de set. Haar psychische problemen verhinderden dat ze ongedwongen op de set kwam en praatte met de technische ploeg en de andere acteurs. Eigenlijk moest ze elke dag haar kleedkamer uitgesleept worden. Uiteindelijk was Olivier zo over zijn toeren dat hij behalve Three Sisters (1970) geen film meer zou regisseren.

## Productie
The Prince and the Showgirl was de eerste productie van de productiemaatschappij van Marilyn Monroe. Ze had bedongen dat ze 75% van de winst zou opstrijken. Uiteindelijk was er niet zoveel winst, maar evengoed was de verdeling van de winst buitenproportioneel en onderstreepte de populariteit van Monroe halverwege de jaren vijftig van de twintigste eeuw.
De film werd opgenomen in de Pinewood Studio's in Iver Heath en op locatie in Engeland. Arthur Miller, de man van Monroe, had haar afgeraden de oorspronkelijke liedjes uit de musicalversie te gebruiken. Aan een ander belangrijk aspect van de film, de keuze van haar tegenspeler, kon Monroe weinig meer veranderen. Laurence Olivier was al gecontracteerd voordat ze bij de productie werd betrokken. Hij had de rol van prins-regent al op het toneel gespeeld tegenover zijn vrouw Vivien Leigh.
Het ging niet goed tussen Olivier en Monroe tijdens de productie (zie hierboven), maar dat was niet het enige probleem. Net als tijdens andere filmproducties worstelde Monroe met haar gewicht, bovendien was ze zwanger (ze kreeg een miskraam ten tijde van het filmen). De kostuumafdeling had vier verschillende kopieën van haar witte jurk gemaakt om het verschil in gewicht te kunnen opvangen.

## Nominaties
De film kreeg vijf nominaties voor een BAFTA (Beste film, Beste acteur, Beste scenario, Beste Britse film, en Beste buitenlandse actrice). Geen van de nominaties werd verzilverd.